# Таёжное (Хабаровский край)
Таёжное — село, входит в состав Анастасьевского сельского поселения Хабаровского района.
Почтовое название «Хабаровск-43», единственная улица — «Интернациональная».
Неофициальные названия: «49 километр», «Городок».

## География

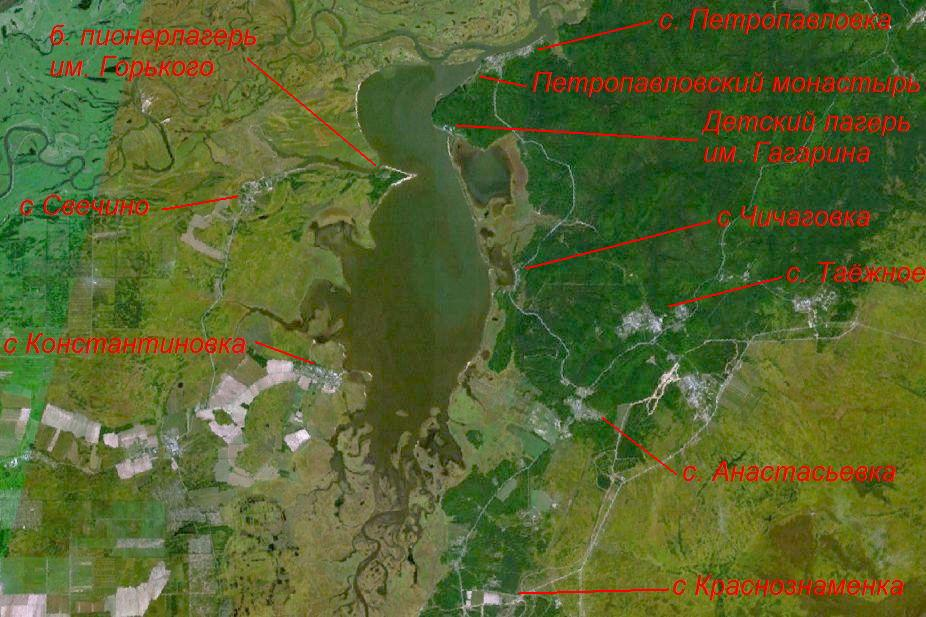
Село Таёжное на спутниковой фотографии

Расположено на 49-м километре региональной автодороги Р454 Хабаровск — Комсомольск-на-Амуре между селом Анастасьевка и перекрёстком на Сикачи-Алян.

## История
В 1969 г. Указом Президиума ВС РСФСР селение 51 километр Сарапульского шоссе переименовано в село Таёжное.

## Население
| 2002 | 2010  | 2011  | 2012  | 2021  |
| ---- | ----- | ----- | ----- | ----- |
| 4115 | ↘3362 | ↗3374 | ↗3418 | ↘2430 |

## Инфраструктура
Открытый с 2012 года военный городок.
В городке находятся 22 дома офицерского состава (четырёх- пяти- и шестиэтажные), офицерское общежитие, средняя школа, больница, гарнизонный Дом офицеров, почтовое отделение связи, кафе, пекарня, магазины.
К городку примыкают, однако не входят в его территорию, военный госпиталь и спасательный центр МЧС России.
Из села до автовокзала г. Хабаровска ходит автобус прямого маршрута № 126.